# 張士昊
張士昊（？—？），福建福清人，清朝政治人物。
張士昊為康熙年間拔貢出身，康熙三十年（1691年）由福安教諭陞任臺灣府儒學教授。康熙三十四年（1695年）陞任廣東惠來縣知縣。